# Фишер, Артур

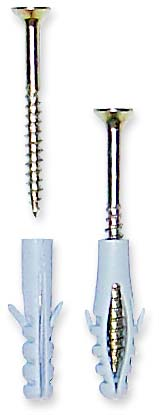
Пластмассовые дюбели с шурупами

Артур Фишер (нем. Artur Fischer; 31 декабря 1919 — 27 января 2016) — немецкий предприниматель и изобретатель.
На 2013 год имел 1136 патентов. Среди наиболее известных изобретений — нейлоновые гильзы под распорный резьбовой крепёж, патент был получен в 1958 году. Фишер запатентовал первую синхронную ламповую вспышку для фотоаппаратов и детский съедобный пластилин (из картофельного крахмала).
В 2014 году Фишеру вручили премию от Европейской патентной организации за заслуги в изобретательстве.
Умер 27 января 2016 года на 97-м году жизни.